# Carl Gustaf Wrangel

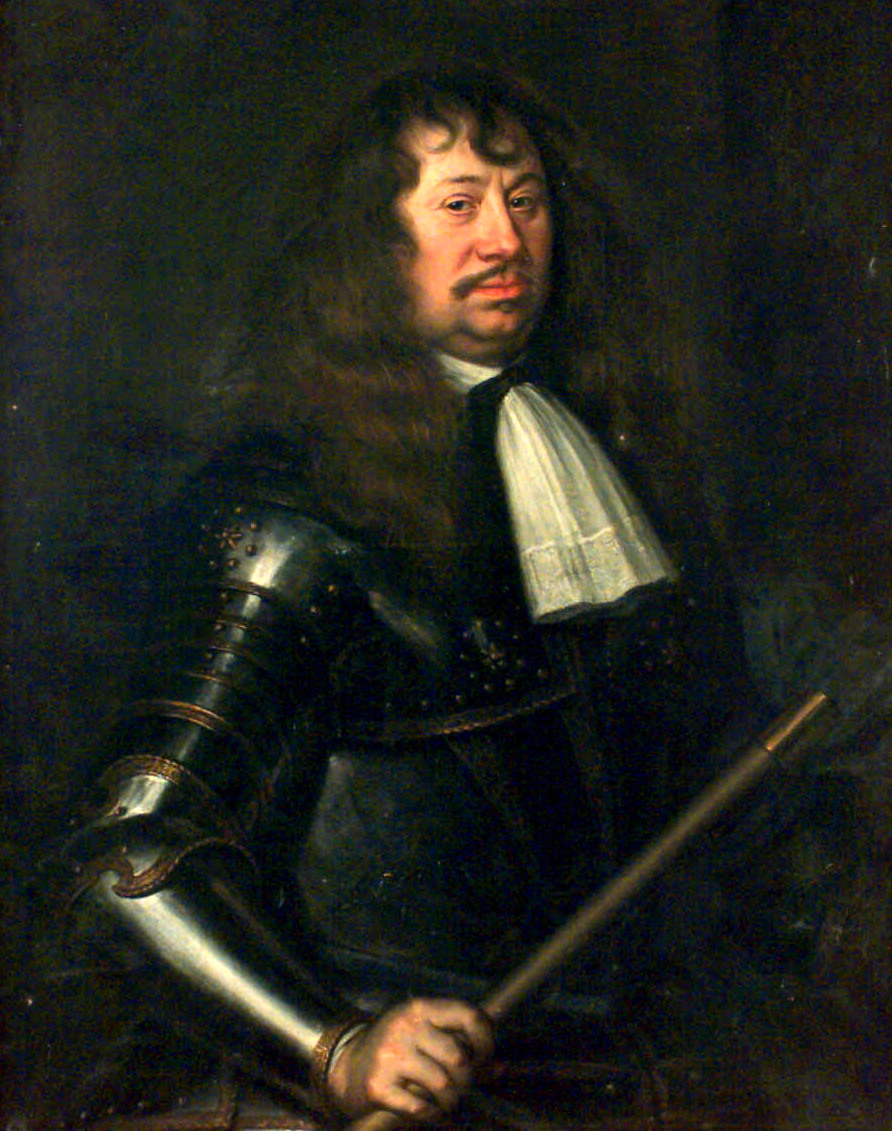
Carl Gustaf Wrangel (1662)

Carl Gustaf Wrangel (* 5. Dezember 1613 auf Schloss Skokloster bei Uppsala; † 24. Juni 1676 auf seinem Gut Spycker, Rügen) war ein schwedischer Feldmarschall und Staatsmann. Er war 1651–1665 Graf zu Salmis, 1665–1676 Graf zu Sölvesborg, seit 1654 auch Freiherr zu Lindeberg, seit 1655 auch Freiherr von Ludenhof, auch Herr zu Skokloster, Bremervörde, Wrangelsburg, Spycker, Rappin, Ekebyhov, Gripenberg und Rostorp. Er selbst schrieb sich zeit seines Lebens Wrangell.

## Biografie

### Übersicht
Wrangel entstammte der Familie Wrangel, deren männliche Mitglieder traditionell die militärische Laufbahn einschlugen. Er war der Sohn von Hermann Wrangel (1585–1643), schwedischer Feldmarschall und Generalgouverneur von Livland, und Katharina Gryp.
Er trat 1627 in Kriegsdienste und kämpfte in den Feldzügen Gustav II. Adolfs in Deutschland mit. Nach dem Tod des Königs (1632) diente er unter Bernhard von Sachsen-Weimar und Banér.
Im Dreißigjährigen Krieg wurde er 1638 zum Generalmajor ernannt. Wrangel war von 1648 bis zu seinem Tod im Jahr 1676 Generalgouverneur von Schwedisch-Pommern. Seit 1657 war er Reichsadmiral und im Schwedisch-Brandenburgischen Krieg gegen das Kurfürstentum Brandenburg wurde er 1674 Oberbefehlshaber der schwedischen Truppen. 1675 wurde sein Halbbruder Wolmar von Wrangel in der Schlacht von Fehrbellin vom Großen Kurfürsten Friedrich Wilhelm von Brandenburg und Georg von Derfflinger geschlagen.
Unter dem Gesellschaftsnamen der Obsiegende wurde er als Mitglied in die Fruchtbringende Gesellschaft aufgenommen.

### Im Dreißigjährigen Krieg

#### Unter Johan Banér

Gemälde von David Klöcker Ehrenstrahl 1652

1627 in schwedische Kriegsdienste eingetreten, wurde er 1637 erstmals offiziell erwähnt, als er im Heere seines Vaters als Obrist am Feldzug gegen den kaiserlichen Feldmarschall Gallas in Pommern teilnahm. Nachdem sein Vater 1638 nach Schweden zurückberufen wurde, kämpfte er in Deutschland unter dem schwedischen Feldherrn Johan Banér, einem der hervorragenden Feldherren des Dreißigjährigen Krieges, der seine außerordentliche Begabung insbesondere in spektakulären Rückzugsgefechten nachwies. Banér galt als tapfer, herrschsüchtig, ehrgeizig, stolz, skrupellos und aufbrausend. In seiner näheren Umgebung herrschten raue Sitten. Diese Umgebung prägte den noch jungen Wrangel.
Nach Banérs Tod übernahm Wrangel (mit zwei weiteren Feldherren) als Generalmajor übergangsweise bis zum Eintreffen des neuen Oberbefehlshabers Torstenson den Heeresbefehl über die schwedischen Truppen. Unter Wrangels Befehl wurde 1641 ein Angriff der kaiserlichen Truppen unter Erzherzog Leopold Wilhelm und Ottavio Piccolomini bei Wolfenbüttel siegreich abgewehrt. Schon unter Banér, der sich vor seinem Tode wenig um Sold, Verpflegung und Disziplin des Heeres gekümmert hatte, waren erste Anzeichen von Meuterei zu erkennen. Jetzt, unter Wrangel, brach die Meuterei im schwedischen Heer offen aus. Mortaigne, ein angesehener Offizier, führte die Meuterer, die die sofortige Zahlung des ausstehenden Soldes forderten, an.
Auf dem Höhepunkt der Meuterei rettete die Ankunft Torstensons die Lage. Er traf im November 1641 ein und konnte durch mitgebrachte Gelder die Meuterer befriedigen.

#### Unter Feldherr Lennart Torstensson
Wahrscheinlich war Wrangel im ersten Halbjahr 1642 in Schweden, um neue Hilfstruppen anzuwerben, mit denen er im Sommer 1642 in Deutschland eintraf. Nach seinem Eintreffen drang das schwedische Heer in einem Feldzug über Schlesien und Mähren bis in die Nähe Wiens vor, musste sich dann aber vor den überlegenen kaiserlichen Truppen nach Leipzig zurückziehen. Am 2. November 1642 kam es nordöstlich von Breitenfeld zur Schlacht. Wrangel befehligte die Infanterie, die den linken Flügel der Kaiserlichen angriff. Obwohl die kaiserlichen Reiter die Schweden zurückgedrängt hatten und bereits deren Zentrum angriffen, brach der linke Flügel der kaiserlichen Truppen zusammen und gab die Flanke des bis dahin überlegenen Zentrums frei. Ganze Schwadronen der kaiserlichen Reiterei warfen ihre Waffen weg und ergaben sich den Schweden.
1643 streifte Wrangel mit seiner leichten Kavallerie im Gebiet um die Donaubrücken bei Wien herum. Doch schon bald zog er von der Kaiserstadt wieder ab, da er vom schwedischen Kanzler Oxenstierna den Befehl erhielt, aufgrund von Konflikten zwischen Dänemark und Schweden ohne Kriegserklärung mit einem schwedischen Heer unter Torstenson in Holstein einzufallen. Wrangel traf im Dezember 1643 am Kriegsschauplatz ein und überrannte bis Januar ganz Jütland. Wrangel war in den Kämpfen in Holstein gegen die Dänen und auch bei Seegefechten zu finden. Als 1644 der schwedische Admiral Clas Larsson Fleming in der Seeschlacht gegen Christian von Dänemark bei Christianpreis tödlich getroffen wurde, übertrug er Wrangel den Oberbefehl über die Flotte. Gemeinsam mit der holländischen Flotte war Wrangel am 13. Oktober 1644 in der Seeschlacht bei Fehmarn siegreich, eroberte die Insel und versuchte Kopenhagen anzugreifen, was aber misslang.
Im Januar 1645 war Wrangel erneut als Generalfeldzeugmeister bei Torstenson. Torstenson befand sich zu jener Zeit an der Elbe, überschritt Anfang 1645 das Erzgebirge und marschierte im Februar in Eilmärschen auf Prag. Bei Jankau, ungefähr fünfzehn Kilometer von Tabor entfernt, schnitt ihm eine aus Kaiserlichen und Bayern bestehende Streitmacht im März den Weg ab. Torstenson ließ es zu keiner richtigen Schlacht kommen, sondern lieferte dem Gegner auf unebenem und bewaldetem Gelände eine Reihe von taktisch außerordentlich geschickt geführten Scharmützeln, in denen er den Gegner einzeln angriff. Der Sieg von Jankau ließ sich von Schweden nicht in politische Erfolge umsetzen, so dass die Schweden sich wieder an die Grenzen zurückzogen.

#### Wrangel als selbständiger Feldherr
Ende 1645 erfüllte sich ein lang gehegter Wunsch Wrangels: Die schwedische Regierung hatte der dringenden Bitte Torstensons nachgegeben, ihn wegen seiner Krankheit abzuberufen. Der Oberbefehlshaber der schwedischen Armee in Deutschland war oft wochenlang an sein Bett gefesselt, und die Gichtknoten an seinen Händen machten es unmöglich, Befehle zu unterschreiben. Wrangel wurde zu seinem Nachfolger ernannt. Den Versuch, im Januar 1646 von Schlesien aus nach Böhmen einzufallen, musste Wrangel aufgeben; die Verteidigung der Kaiserlichen und ihrer bayrischen Verbündeten war zu stark. Deshalb suchten die Schweden die Vereinigung mit den Franzosen, um gemeinsam gegen die Verbündeten des Kaisers in Kurköln und Bayern loszuschlagen und diese möglichst zu einem Ausscheiden aus dem Krieg zu bewegen.
Zunächst zog Wrangel nach Westfalen und Hessen, eroberte Höxter und Paderborn und vereinigte sich schließlich bei Gießen mit Turenne. Im Mai 1646 wurde Wrangel von der schwedischen Regierung zum Feldmarschall und Reichsrat erhoben. Im Sommer 1646 überfluteten die vereinigten Heere Bayern, und Wrangel bezog für einige Monate Quartier auf Burg Rothenstein. Der bayerische General Johann von Werth konnte die Belagerung Augsburgs aufheben, aber nicht verhindern, dass Wrangel und Turenne in der Folge ein zweites Mal nach Bayern eindrangen. Ende des Jahres hatte Wrangel Kempten (Allgäu) besetzt und am 4. Januar 1647 Bregenz eingenommen (siehe Seekrieg auf dem Bodensee 1632–1648). Strategisch gesehen war der Zug nach Vorarlberg ohne Bedeutung. Wrangel meldete, dass er nun die Pässe nach Italien, Tirol und der Schweiz beherrsche, der wesentliche Nutzen war jedoch die Plünderung der reichen Besitztümer, die Wrangel dort vorfand. Im Frühjahr des Folgejahres war Bayern so ruiniert, dass Maximilian dringend um einen Waffenstillstand bat, den er im März unterschrieb; aber erst im April stellte Wrangel die Feindseligkeiten ein.

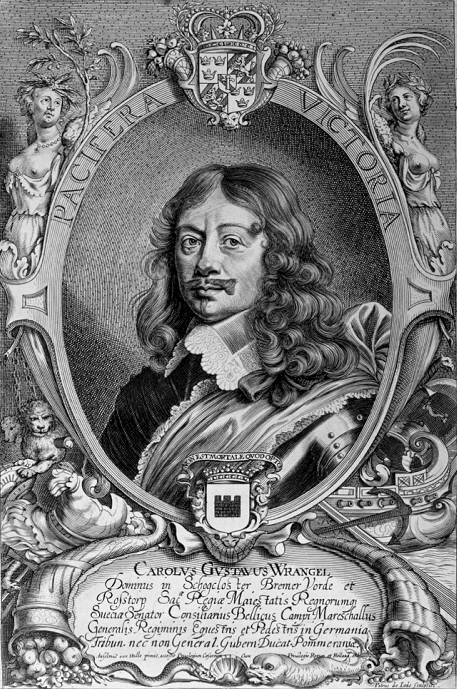
Carl Gustaf Wrangel,
Kupferstich von Pieter de Jode dem Jüngeren

Wrangels militärische Aktionen waren durch oft überraschende, massierte Angriffe gekennzeichnet. Mitte 1647 stieß er von dem von ihm beherrschten Franken aus nach Böhmen vor, nahm die Stadt Eger ein, und in einer nächtlichen Überraschungsaktion gelang es ihm, das kaiserliche Lager zu überrumpeln. Der neu ernannte kaiserliche Feldherr Peter Melander von Holzappel setzte Wrangel in Böhmen unangenehm zu. Als sich dann auch noch Turenne wegen militärischer Probleme Frankreichs in Flandern von Wrangel trennte, war Wrangel allein nicht mehr in der Lage, sich in Böhmen zu halten. Ständig von Melander verfolgt, zog er sich nach Hessen zurück. Als Bayern durch finanzielle und politische Angebote des Kaisers dazu gebracht wurde, das noch nicht ratifizierte Waffenstillstandsabkommen im September 1647 wieder aufzukündigen, taten sich der französische Feldherr Turenne und der schwedische Oberkommandierende Wrangel trotz aller bis dahin unterschiedlicher Standpunkte zusammen und starteten im nächsten Jahr gemeinsam einen erneuten Angriff auf Süddeutschland.
Melander, seit dem Vorjahr kaiserlicher Feldmarschall, hatte sich nach einem erfolglosen Vorstoß gegen Marburg und das mit den Schweden verbündete Hessen-Kassel durch Kämpfe und schlechte Versorgung über den Winter geschwächt an die Donau zurückziehen müssen. Zusammen mit dem kurbayerischen Befehlshaber Gronsfeld versuchte er dort, Bayerns Grenzen gegen die Verbündeten zu verteidigen. Während interner Querelen zwischen Melander und Gronsfeld wurden ihre Truppen von den angreifenden Schweden und Franzosen am 17. Mai 1648 überrascht. Die Nachhut des kaiserlich-bayerischen Heeres wurde in der Schlacht bei Zusmarshausen geschlagen, in der Melander fiel. Das angeschlagene gegnerische Heer gab danach die Verteidigungslinie am Lech auf, wofür der bayerische Kurfürst Gronsfeld verhaften ließ. Turenne und Wrangel überrannten das in der Folge ungeschützte Bayern und nahmen an der Bevölkerung furchtbare Rache für die Politik ihres Kurfürsten.
Die politische und militärische Lage wurde für den Kaiser immer dramatischer: Nach dem Verlust Bayerns fiel ein zweites schwedisches Heer unter Königsmarck in Böhmen ein und belagerte Prag. Kaiserliche und Bayern konnte ihre Verteidigung erst am Fluss Inn reorganisieren. Schweden und Franzosen wurden bei Wasserburg und Mühldorf von den Bayern unter ihrem neuen Befehlshaber Hunolstein und bei Vilshofen an der Donau von den Kaiserlichen unter Johann von Reuschenberg aufgehalten. Als das kaiserlich-bayrische Heer Verstärkungen erhielt und der zu ihrem neuen Oberbefehlshaber bestellte Ottavio Piccolomini eintraf, drängte es das Heer der Schweden und Franzosen im Sommer 1648 langsam wieder zurück und aus Bayern heraus.

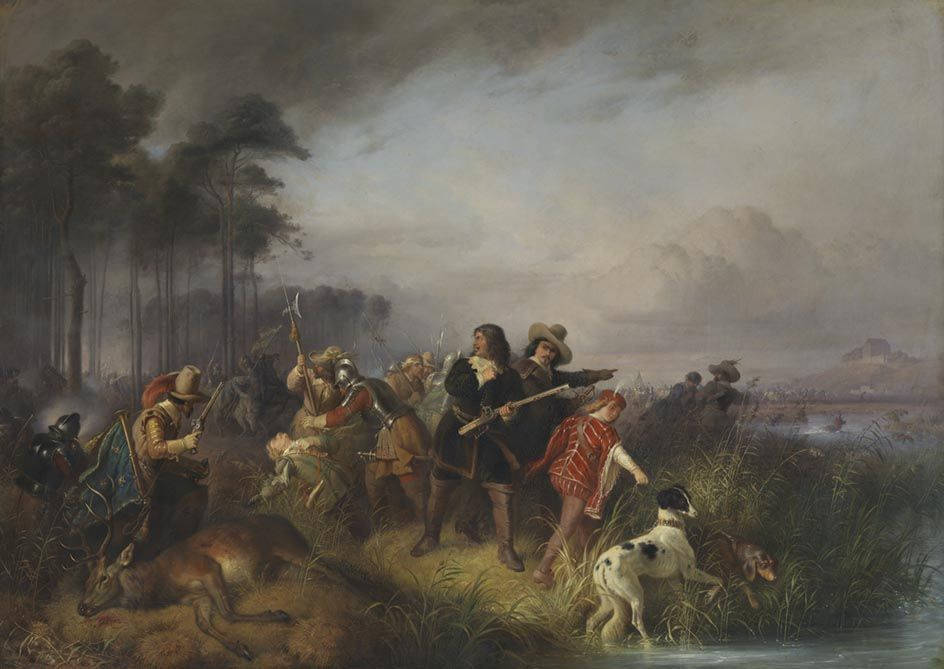
Eugen Hess: Der schwedische General Wrangel auf der Jagd bei Dachau von dem bayerischen Feldherrn Johann von Werth überrascht, 1854, Bayerische Staatsgemäldesammlungen

Wrangel und Turenne waren nach ihren vergangenen Siegen sorglos geworden: Als sie am 5. Oktober 1648 bei Dachau in der Nähe Münchens auf Hirschjagd waren, wurden sie völlig überraschend von einem Truppenteil des mittlerweile in kaiserlichen Diensten stehenden Feldherrn Johann von Werth überfallen. Während ihre Leute aufgerieben wurden, konnten sich beide mit viel Glück vor der drohenden Gefangenschaft retten. Vor ihren Augen gelang einem verängstigten Hirsch die Flucht durch den Morast. Dieser Hirschspur folgten sie und konnten bei Verlust ihrer Waffen und ihres Degens ihre Haut retten. Die Verluste der Schweden und Franzosen waren erheblich. Allein 700 Reiter verloren ihr Leben. Wrangel musste sich mit dem Rest seiner Truppen überstürzt über den Lech zurückziehen. In der fränkischen Kleinstadt Feuchtwangen erreichte ihn die Nachricht vom Abschluss des Westfälischen Friedens.
Als ihm der Kurier des schwedischen Kanzlers Oxenstierna die Friedensnachricht übermittelte, soll Wrangel geflucht haben und tobend auf seinem Hut herumgetrampelt sein. Alle erdenklichen Verwünschungen galten den Diplomaten, die den Frieden ausgehandelt hatten. In der damaligen Zeit konnten nur im Krieg Gelder und Vermögen geraubt, gesellschaftliche Anerkennung erreicht und durch Adelsprädikate und Grundbesitz der Reichtum gesichert werden. Bis zu diesem Tobsuchtsanfall hatte sich für Wrangel der Krieg bereits ausgezahlt: Sein Privatvermögen betrug rund eine Million Reichstaler.

### Nach dem Dreißigjährigen Krieg (1648–1656)
In den folgenden Jahren hielt sich Wrangel mit dem schwedischen Thronfolger als Gast bei Piccolomini in Nürnberg auf. Erst nachdem Details des Friedensvertrages ausgehandelt waren, kam Wrangel im Oktober 1650 nach Schweden zurück. Vorher gab der Thronfolger Karl Gustav für alle, die an der Formulierung des Vertrages mitgewirkt hatten, ein Friedensbankett, auf dem Wrangel in freudiger Erregung seine Pistole gegen die Decke abfeuerte und feierlich verkündete, dass er nun keine Munition mehr brauche.

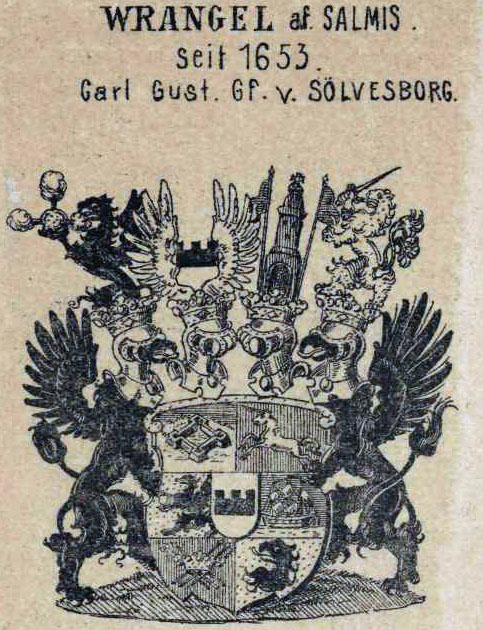
Wrangels Grafenwappen

Zum letzten Mal kamen die Unterhändler 1650 zu einem Bankett zusammen, das diesmal Piccolomini vor den Toren Nürnbergs gab. Dort kam es zu einem Streit, den Wrangel mit einem kaiserlichen Feldherrn wegen der Sitzordnung angezettelt hatte. Im April 1651 wurde Wrangel von der schwedischen Königin Christine für seine Verdienste zum Grafen von Salmis erhoben.
Bei dieser Gelegenheit erhielt er auch ein „gebessertes“, das heißt mit mehreren Feldern, weiteren Helmen und zwei Schildhaltern versehenes Wappen. Außer dem Herzschild, der das Stammwappen darstellt, spielen die neuen Zutaten auf die kriegerischen Erfolge des Gegraften an. Die Greife sind das Wappentier seiner Mutter, einer geborenen Gryp. 1665 tauschte er seine Grafschaft Salmis gegen die in Blekinge gelegene Grafschaft Sölvesborg des verstorbenen Reichsfeldherrn Lars Kagg ein.

### Im Zweiten Nordischen Krieg (1656–1660)
Nach der Abdankung der Königin Christine im Jahre 1654 wurde ihr Vetter, Karl X. Gustav, König von Schweden. Dieser begann 1654 den Schwedisch-Polnischen Krieg. Auch Wrangel nahm als Reichsfeldherr an diesem Feldzug teil, nachdem er vorher im Herzogtum Bremen die schwedische Oberherrschaft wieder eingerichtet hatte. Als Dänemark in den Krieg gegen Schweden eintrat und Brandenburg die Seite wechselte, zog Karl X. Truppen nach Dänemark ab. Wrangel vertrieb 1657 die Dänen aus dem Herzogtum Bremen, kämpfte dann in Jütland und Holstein und eroberte Friedrichsöde. Im Jahre 1658 marschierte er mit seinen Truppen über die zugefrorene See nach Fünen, eroberte die Insel, besiegte die Dänen in Seeland, besetzte Schloss Kronborg und belagerte und beschoss Kopenhagen. Aber die Dänen kämpften nicht allein: Vor Kopenhagen wurde Wrangel von den Holländern angegriffen und in der Seeschlacht im Öresund geschlagen, und am 24. November konnten die Dänen einen entscheidenden Sieg gegen die Schweden verzeichnen.
Bereits von 1652 bis 1655 wurde auf seinem Gut Vorwerk, das nach ihm in Wrangelsburg umbenannt wurde, ein Schloss errichtet. In den Jahren 1660 bis 1665 ließ Wrangel in Stralsund in der dortigen Heilgeiststraße sein Wrangelsches Palais errichten.

### 1660 bis 1674: Reichsmarschall, Reichsfeldherr
Als 1660 der schwedische König Karl X. Gustav gestorben war, wurde Wrangel in der Zeit bis zur Volljährigkeit des Thronfolgers Karl XI. Mitglied des Vormundschaftsrates. Wrangel bekleidete als Reichsmarschall und Reichsadmiral nicht nur höchste militärische Ämter, sondern war auch Präsident des Kriegskollegiums und Regierungsmitglied. 1664 berief ihn die schwedische Reichsregierung zum Reichsfeldherrn. Zwei Jahre später standen Truppen unter seinem Kommando im Zweiten Bremisch-Schwedischen Krieg erneut vor Bremen, um die Stadt unter schwedische Kontrolle zu bringen, was letztendlich jedoch misslang.

### Im Schwedisch-Brandenburgischen Krieg bis zu seinem Tod (1674–1676)
Seinen letzten Feldzug unternahm Wrangel Ende 1674 mit dem schwedischen Einfall in die Mark Brandenburg, in der er bis Ende Juni 1675 bis Havelberg vorstieß. Während seiner Krankheit übernahm sein Stiefbruder Wolmar (oder Waldemar) Wrangel den Oberbefehl über die schwedischen Truppen. Unter dessen Kommando wurden grausame Exzesse an der Bevölkerung begangen, über die selbst Carl Gustav Wrangel äußert, dass „… so lange er Soldat sey, (soetwas) nicht vorgekommen und unter Christen unerhört … sey …“. Nachdem die Brandenburger in der Schlacht von Rathenow die Verbindungswege des Feldmarschalls, der sich in Havelberg aufhielt, zum Hauptheer in Brandenburg a. d. Havel trennten, musste er sich endgültig aus Brandenburg zurückziehen. Seine Krankheit und sein hohes Alter machten es notwendig, dass Wrangel noch im selben Jahr für kurze Zeit Abschied vom Heer nahm – nicht um sich zu pflegen, sondern um Bündnisverhandlungen mit dem Kurfürsten von Bayern zu führen.
1676 waren seine Kräfte erschöpft: Wrangel starb in seinem Schloss Spycker auf der Insel Rügen. Erst im November 1680 wurde er in Anwesenheit des Königs feierlich in Stockholm beigesetzt. Wrangel diente vier schwedischen Königen.

## Besitz und Mäzenatentum

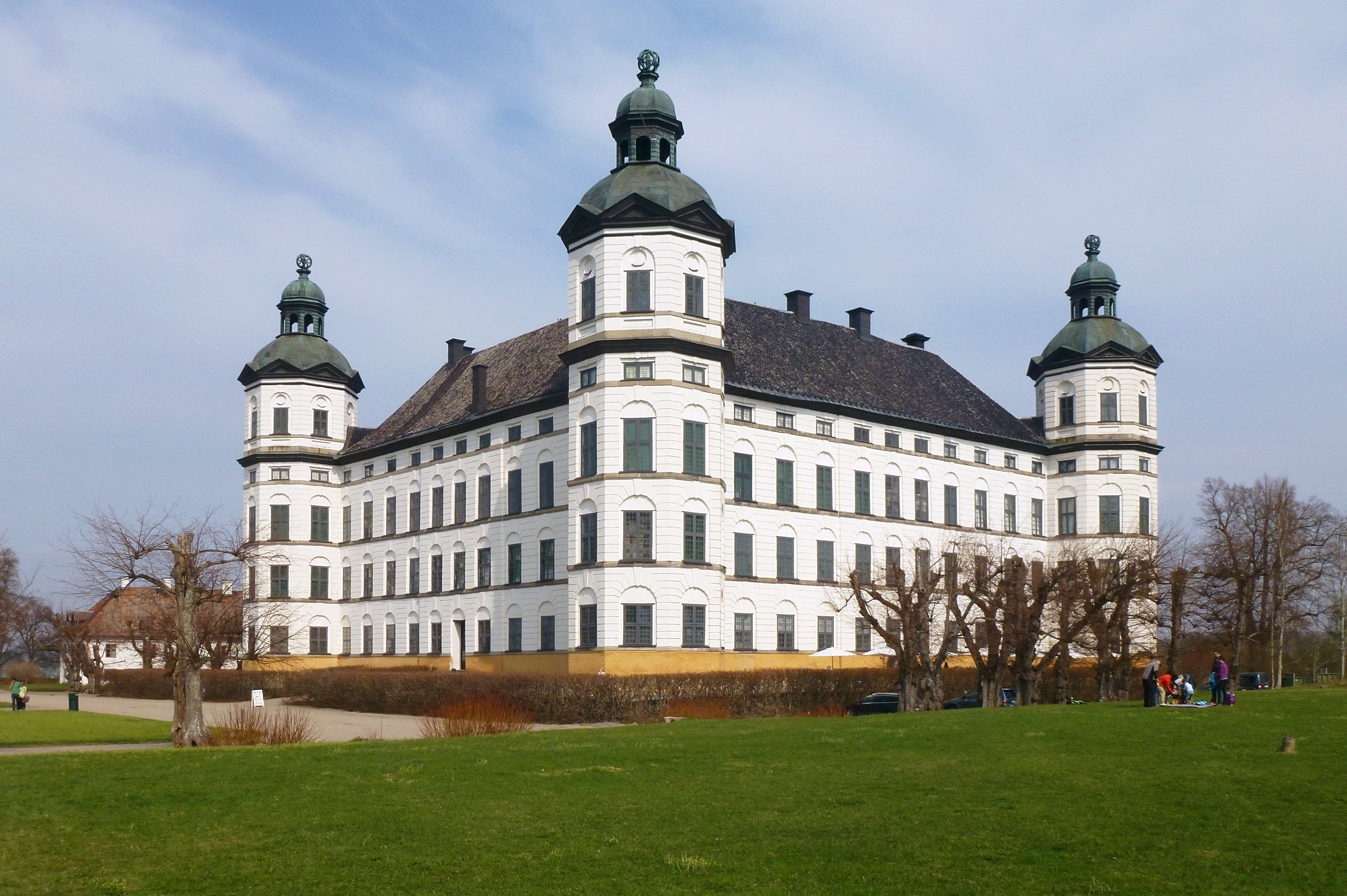
Schloss Skokloster, Provinz Uppland, Schweden

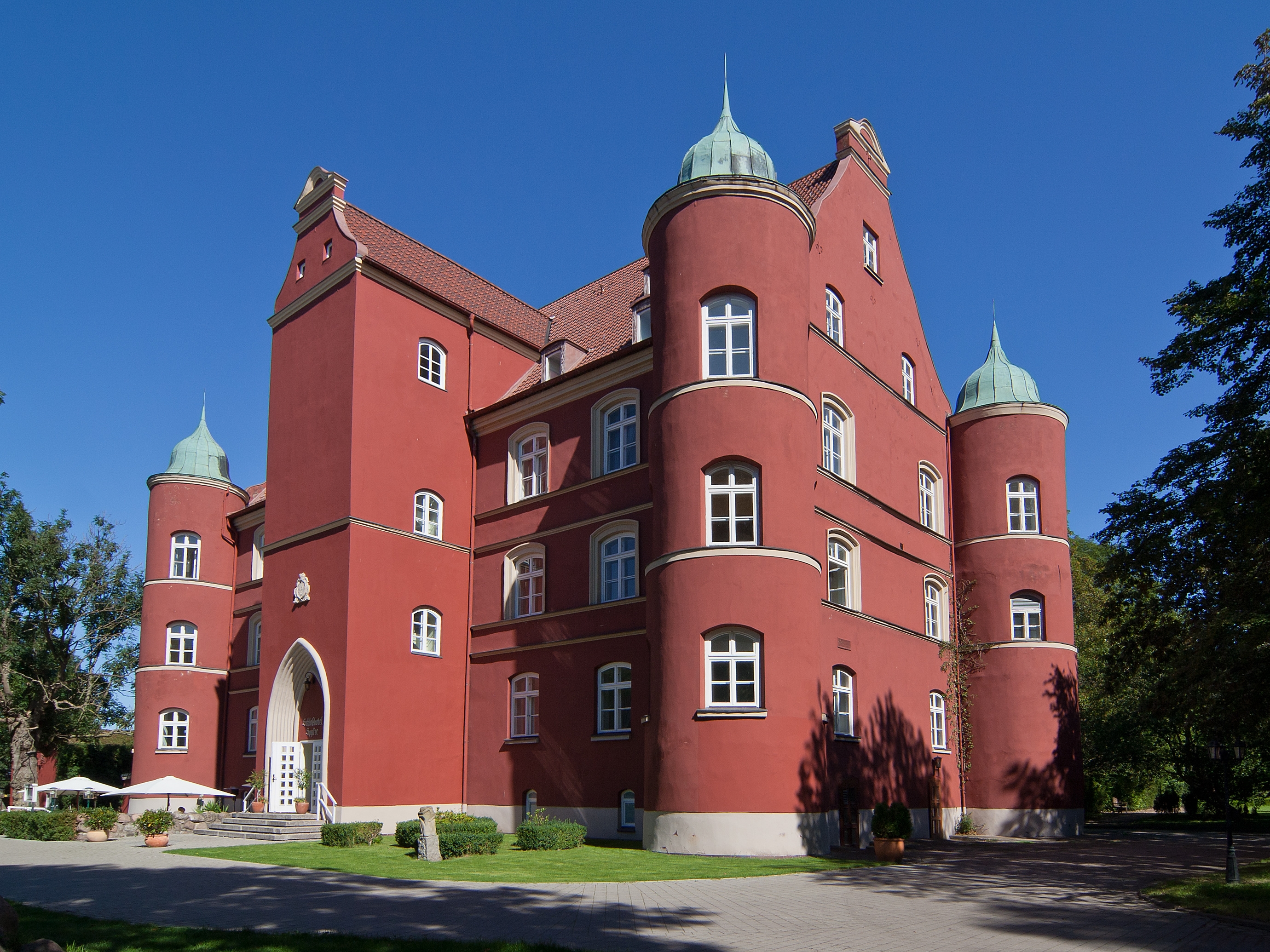
Schloss Spycker auf Rügen

Wrangel gehörte zu den Feldherren, die viel Zeit und Geld investierten, um sich in Wort und Bild sowie durch Mäzenatentätigkeit sowohl für seine Zeitgenossen als auch für die Nachwelt in Szene zu setzen. So unterstützte er den Frankfurter Merian-Verlag finanziell und auch mit Bild- und Textmaterial über seine Feldzüge, um im Theatrum Europaeum publizistisch wirksam und positiv dargestellt zu werden. Ab 1647/47 stellte er Matthäus Merian den Jüngeren als Hofkünstler ein, den er auch auf seine Feldzüge mitnahm und von dem er sich mehrmals porträtieren ließ. Wrangel galt bereits bei seinen Zeitgenossen als prachtliebend, freigiebig und vielseitig interessiert. Bereits während des Krieges erweiterte er seine Kunstsammlung durch Kriegsbeute, Ankäufe und hochrangige diplomatische Geschenke. Er erwarb u. a. einen prachtvollen süddeutschen Kabinettschrank aus dem 16. Jhd., den er seiner Tochter Hedwig schenkte und der sich heute im Westfälischen Kunstmuseum in Münster befindet.
Von Jean de la Vallée, Nicodemus Tessin dem Älteren (von diesem auch das Wrangelsches Palais in Stockholm) und Casper Vogell ließ er sich nach dem Krieg Schloss Skokloster bauen. Das Schloss mit seinen Sammlungen – ein Nachlassverzeichnis nennt mehr als 770 Gemälde – glich einer gewaltigen Kunstkammer, in der einem Mikrokosmos gleich die Welt zusammengefasst war. In Vorpommern gehörte ihm Schloss Wrangelsburg. Als Dank für seine Kriegsverdienste belehnte ihn Königin Christine von Schweden 1649 außerdem mit Schloss Spycker auf Rügen, wo er das heutige Schloss errichten ließ.

## Ehe und Nachkommen

Anna Margareta Wrangel geb. von Haugwitz (1622–1673)

Carl Gustav Wrangel war seit 1640 mit Anna Margareta Wrangel Gräfin von Salmis, der Tochter von Balthasar Joachim von Haugwitz, verheiratet und hatte mit ihr 13 Kinder, von denen die meisten im Kindesalter starben.
- Hannibal Gustav Wrangel (1641–1646)
- Margarete Juliane (* 4. November 1642; † 1701) ⚭ 21. Dezember 1660 Nils Brahe der Jüngere (1633–1699)
- Margarete Barbara (1643–1643)
- Achilles (1644–1648)
- August Gideon (1646–1648)
- Carl Phillip (* 1648 in Dingolfing bei München; † 13. April 1668 in London)
- Hedwig Eleonora Sofia (* 31. August 1651 in Wrangelsburg; † 1687 in Stralsund) ⚭ 7. April 1678 Ernst Ludwig Freiherr von Putbus
- Charlotta Emilia (1652–1657)
- Polydora Christiana (* 6. November 1655; † 1675) ⚭ 1673 Leonhard Johann Wittenberg, ein Sohn von Arvid Wittenberg
- Augusta Aurora (* 15. Januar 1658; † 27. Januar 1699)
- Hermann (* 1661)
- Anna Louisa (* 1664)
- n.n. (* 1665)

## Legenden um seinen Tod
Um seinen Tod gab es verschiedene Legenden, alle aber sprachen von Ermordung. In einer dieser Varianten wurde behauptet, Graf Wrangel habe sich geweigert, das schwedische Heer in der Schlacht bei Fehrbellin zu befehligen. Daraufhin sei er insgeheim zum Tode verurteilt worden. Ein Stralsunder Scharfrichter soll in der Nacht zum 24. Juni 1676 mit mehreren hochgestellten, verkleideten Persönlichkeiten ins Schloss Spycker eingedrungen sein und den legendären General enthauptet haben.